# Мартинес де Ирухо, Альфонсо
Альфонсо Мартинес де Ирухо-и-Фитц-Джеймс Стюарт (исп. Alfonso Martínez de Irujo y Fitz-James Stuart; р. 22 октября 1950, Мадрид) — испанский аристократ и гранд из дома Альба, 18-й герцог Ихар и носитель ряда дворянских титулов.

## Биография
Родился 22 октября 1950 года в Мадриде. Второй сын Луиса Мартинеса де Ирухо-и-Артаскоса (1919—1972) и Каэтаны Фитц-Джеймс Стюарт, 18-й герцогини Альба-де-Тормес (1926—2014).
Он имеет степень по экономике Мадридского университета Комплутенсе (специализация в области общей экономики и степень магистра в области финансовой экономики) и вместе со своим братом Карлосом Фитц-Джеймсом Стюартом и Мартинесом де Ирухо, 19-м герцогом Альба, руководит финансами дома Альба. Он является покровителем Фонда герцогского дома Альба.
Он жил в Париже, где работал в банке Моргана. В Испании он работал в Banco Saudi, а затем руководил Instituto de Empresa (в настоящее время (IE Business School), президентом которого он в настоящее время является Executive Education и членом исполнительного комитета указанного учреждения. Он также является президентом Юридическая школа IE и попечитель фонда Instituto de Empresa. В настоящее время он осуществляет деятельность в качестве заместителя декана Постоянного представительства и Совета величия Испании.
Он носил титул герцога Альяга с 23 апреля 1954 года, когда он был передан ему его прадедом, герцогом Ихаром, до 2015 года, когда он уступил его своему старшему сыну Луису.
Он солист на классической гитаре.
При предыдущем разделе наследства матери Альфонсо получил замок Эль-Техадо, расположенный в Кальсада-де-Дон-Дьего (14 век).
В феврале 2013 года Альфонсо Мартинес де Ирухо запросил себе титул графа Рибадео без достоинства гранда Испании в результате распределения, сделанного его матерью, а также два маркизата, также без титула грандов Испании, маркиз де Орани и маркиз Альменара. Этот последний маркизат подарил его своему второму сыну Хавьеру в 2015 году.
В тот же день, 2 апреля 2013 года, также получил графство Гимера, без титула гранда Испании, а также остальные титулы, связанные с Домом Ихар, домом его бабушки по материнской линии. То есть, герцогство Ихар, графство Аранда и графство Пальма-дель-Рио, эти три действительно имеют достоинство гранда. Вот Эти титулы оставил ему в письменной форме дед герцогини Каэтаны, ее прадед, Альфонсо де Сильва-и-Фернандес де Кордова, 16-й герцог Ихар.

## Брак и потомство
Альфонсо Мартинес де Ирухо-и-Фитц-Джеймс Стюарт женился 4 июля 1977 года в приходе Девы Марии Новой Андалусии, в Марбелье, на принцессе Марии де ла Сантисима Тринидад де Гогенлоэ-Лангенбург (р. 8 апреля 1957), дочери принца Кристиана Гогенлоэ-Лангенбургского и его жены Кармен де ла Куадра-и-Медина.
Мария отвечает за уход за пациентами в MD Anderson в Мадриде.
Развелись в 1987 году, в 13 лет у пары было двое детей:
- Луис Мартинес де Ирухо-и-Гогенлоэ-Лангенбург, 19-й герцог Альяга (р. 29 мая 1978 г.). Женился 1 октября 2016 года на Адриане Марин Уарте во Дворце Лирии. У супругов есть одна дочь:
  - Менсия Мартинес де Ирухо-и-Марин (р. 2018 г.)
- Хавьер Мартинес де Ирухо-и-Гогенлоэ-Лангенбург, 20-й маркиз Альменара (р. 9 января 1981 г.). Женился 20 сентября 2008 года в Херес-де-ла-Фронтера на Инес Домек-и-Фернандес-Говантес (р. 1983). У супругов есть двое детей:
  - Соль Мартинес де Ирухо и Домек (р. 2011 г.)
  - Альфонсо Мартинес де Ирухо и Домек (р. 2013 г.).